# Cryptus
Cryptus is een geslacht van insecten uit de familie Ichneumonidae.

## Soorten
- Cryptus albitarsis
- Cryptus alpinus
- Cryptus andalusiacus
- Cryptus anniversarius
- Cryptus annulicornis
- Cryptus antiquus
- Cryptus anzobicus
- Cryptus apiculator
- Cryptus apparitorius
- Cryptus arcticus
- Cryptus areolatus
- Cryptus aridus
- Cryptus armator
- Cryptus arundinis
- Cryptus atritibialis
- Cryptus australis
- Cryptus avidus
- Cryptus azurescens
- Cryptus baeticus
- Cryptus brunniventris
- Cryptus bucculentus
- Cryptus caesitius
- Cryptus campactus
- Cryptus capitatus
- Cryptus carinifrons
- Cryptus clavipennis
- Cryptus concolor
- Cryptus coxalis
- Cryptus crassiusculus
- Cryptus crassulus
- Cryptus delineatus
- Cryptus dianae
- Cryptus eichwaldi
- Cryptus emphytorum
- Cryptus euchrous
- Cryptus evidens
- Cryptus fibulatus
- Cryptus filiformis
- Cryptus formosellus
- Cryptus fortunatus
- Cryptus fuliginipennis
- Cryptus fuscatus
- Cryptus gallarum
- Cryptus genalis
- Cryptus gogorzae
- Cryptus gracillimus
- Cryptus graminellae
- Cryptus gravenhorstii
- Cryptus himalayensis
- Cryptus hirtae
- Cryptus hissarensis
- Cryptus immitis
- Cryptus incisus
- Cryptus incubator
- Cryptus inculcator
- Cryptus indicus
- Cryptus infimus
- Cryptus inquisitor
- Cryptus intermedius
- Cryptus intricator
- Cryptus irroratorius
- Cryptus kamtschaticus
- Cryptus karakurti
- Cryptus kashmirensis
- Cryptus konoi
- Cryptus krombeini
- Cryptus laeviusculus
- Cryptus lanceolatus
- Cryptus laterimacula
- Cryptus latigenalis
- Cryptus leechi
- Cryptus lentus
- Cryptus leucocheir
- Cryptus leucotomus
- Cryptus libytheae
- Cryptus longiterebratus
- Cryptus luctuosus
- Cryptus lugubris
- Cryptus lundbladi
- Cryptus macellus
- Cryptus madecassus
- Cryptus medius
- Cryptus melanopus
- Cryptus mentigus
- Cryptus minator
- Cryptus miniatus
- Cryptus minimus
- Cryptus mirus
- Cryptus mongolicus
- Cryptus morleyi
- Cryptus moschator
- Cryptus mundus
- Cryptus mutatus
- Cryptus nigritarsis
- Cryptus nipponensis
- Cryptus obscuripes
- Cryptus ocellaris
- Cryptus ohshimensis
- Cryptus persimilis
- Cryptus piliceps
- Cryptus praefortis
- Cryptus problema
- Cryptus proximus
- Cryptus punctorius
- Cryptus pusillus
- Cryptus recurvatus
- Cryptus rubiginosus
- Cryptus rubricans
- Cryptus rudowi
- Cryptus rufoplagiatus
- Cryptus rufovinctus
- Cryptus rugifrons
- Cryptus ruralis
- Cryptus scaber
- Cryptus scapulatus
- Cryptus scrutator
- Cryptus sepultus
- Cryptus sibiricola
- Cryptus soccatus
- Cryptus sodalis
- Cryptus sokotranus
- Cryptus spinosus
- Cryptus spiralis
- Cryptus subquadratus
- Cryptus subspinosus
- Cryptus szulczewskii
- Cryptus tibetanus
- Cryptus tibialis
- Cryptus titubator
- Cryptus tjanshanicus
- Cryptus triguttatus
- Cryptus trochanterator
- Cryptus tuberculatus
- Cryptus tyrannus
- Cryptus ultramondanus
- Cryptus unicarinatus
- Cryptus uzbekistanicus
- Cryptus viduatorius
- Cryptus vulgivagus
- Cryptus zeravshanicus